# Ямайська Вікіпедія
Ямайська Вікіпедія (ям. креол. Wikipidia) — розділ Вікіпедії ямайською креольською мовою. Створена у 2016 році. Ямайська Вікіпедія станом на 27 березня 2025 року містить 1724 статті, 10 586 зареєстрованих користувачів, 23 активних дописувачів, 1 адміністратора
. Загальна кількість сторінок у ямайській Вікіпедії — 3111, редагувань — 22 335, мультимедійні файли відсутні
. Глибина (рівень розвитку мовного розділу) ямайської Вікіпедії дуже мала і становить лише 4.6 пунктів
. 

## Історія
- Травень 2016 — створена 1000-на стаття[3].